# 梅瓦特縣

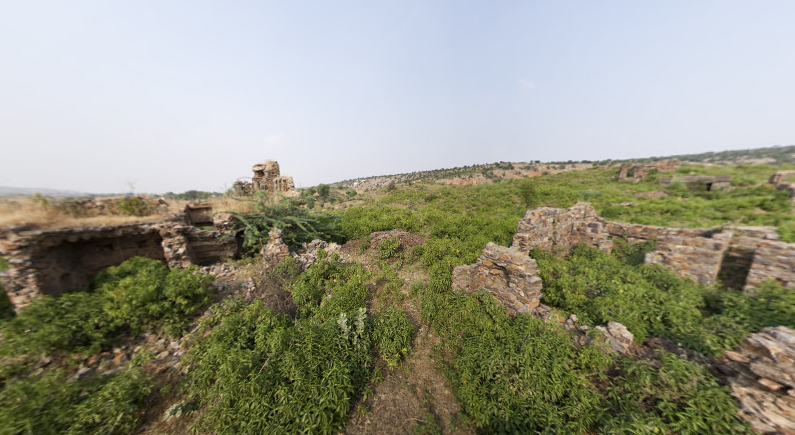

梅瓦特縣是印度的一個縣，位於該國北部，由哈里亞納邦負責管轄，面積1,860平方公里，每年平均降雨量594毫米，2011年人口1,089,406，人口密度每平方公里586人。

## 外部連結
- Mewat Development Society (MDS) （页面存档备份，存于）
- MDA.nic.in （页面存档备份，存于）
- Mewat.gov.in （页面存档备份，存于）
- Mewat.haryanapolice.gov.in

28°06′N 77°00′E / 28.100°N 77.000°E